# باغ عمارت بیگلربیگی
باغ عمارت فتح‌آباد (بیگلر بیگی) باغی مربوط به دوره قاجار است که در ۲۵ کیلومتری مرکز کرمان، شهر اختیارآباد واقع شده. این باغ الگوی احداث باغ شاهزاده ماهان بوده‌است. این اثر در تاریخ ۱۲ بهمن ۱۳۸۱ با شمارهٔ ثبت ۷۲۸۴ به‌عنوان یکی از آثار ملی ایران به ثبت رسیده‌است. در این مجموعه علاوه بر عمارت اصلی که با دو طبقه در مرکزیت مجموعه و در شمال حوض اصلی قرار گرفته‌است در سمت غرب عمارت چهار فصل وجود دارد. در حال حاضر باغ به عنوان یکی از جاذبه‌های شهر کرمان می‌باشد و اتاقه ای هر دو عمارت قابل رزرو و اجاره می‌باشند. همچنین ارایه خدمات پذیرایی و تفریحی نیز در سال‌های اخیر درمحوطه روباز و اتاقهای عمارت انجام می‌گردد؛ و یکی از دیدنی‌ترین جاذبه‌های گردشگری شهر کرمان به حساب می‌آید.

## پیشینه
این باغ از از یادگارهای فضل علی خان بیگلربیگی است که نام اصلی وی فضل‌علی‌خان میرپنجه قراباغی است و بیگلربیگی لقبی است که به حاکمان کرمان داده می‌شد، به همین دلیل آن را باغ بیگلربیگی نیز می‌گویند. عبور آب فتح‌آباد از میان این باغ به آن صفا و طراوت می‌بخشیده‌است. زمان احداث این باغ به حدود سال‌های ۱۲۵۵ می‌رسد. مصالح ساختمان‌ها از خشت خام و تزیین آن با گچ و مقابل سر در باغ حوضی به ابعاد ۶۰ در ۵ متر با فواره‌های زیبا طراحی شده بود. علاوه بر سر در که ساختمانی دو طبقه داشته طاق نماهایی نیز در طرفین آن احداث شده بود.

## قلعه فتح‌آباد
ریل راه آهن به این عمارت نزدیک است و می‌توان وقتی سوار بر قطار بود این بنای تاریخی را از داخل واگن مشاهده کرد. در سمت دیگر قطار هم قلعه فتح‌آباد وجود دارد.در هنگام مرمت گران این بنا به راهی برخورد کرده‌اند که این عمارت را به قلعه فتح‌آباد آن سوتر از ریل وصل می‌کرده‌است گویا این دو بنای تاریخی به هم مرتبط بوده‌اند.

## نگارخانه

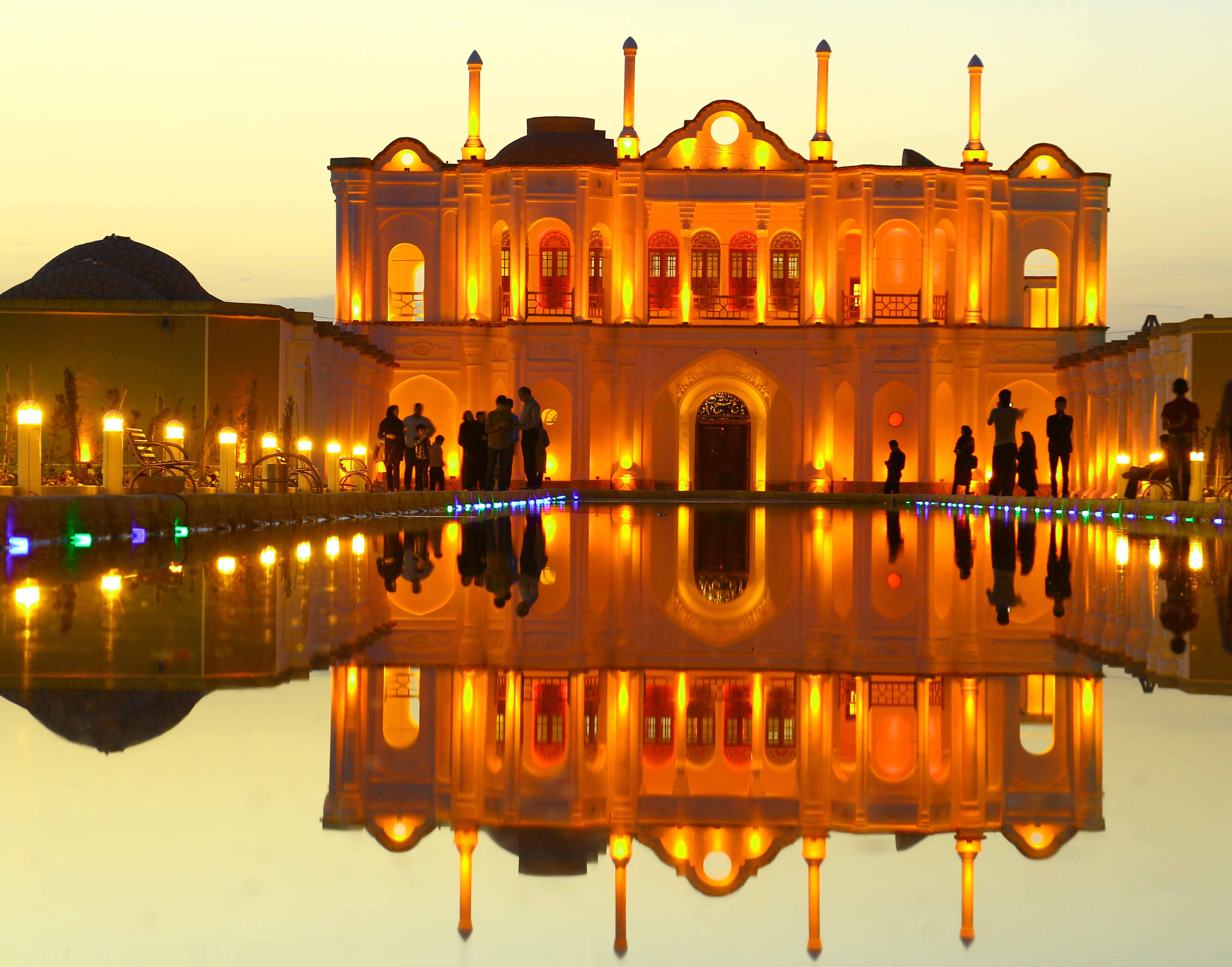
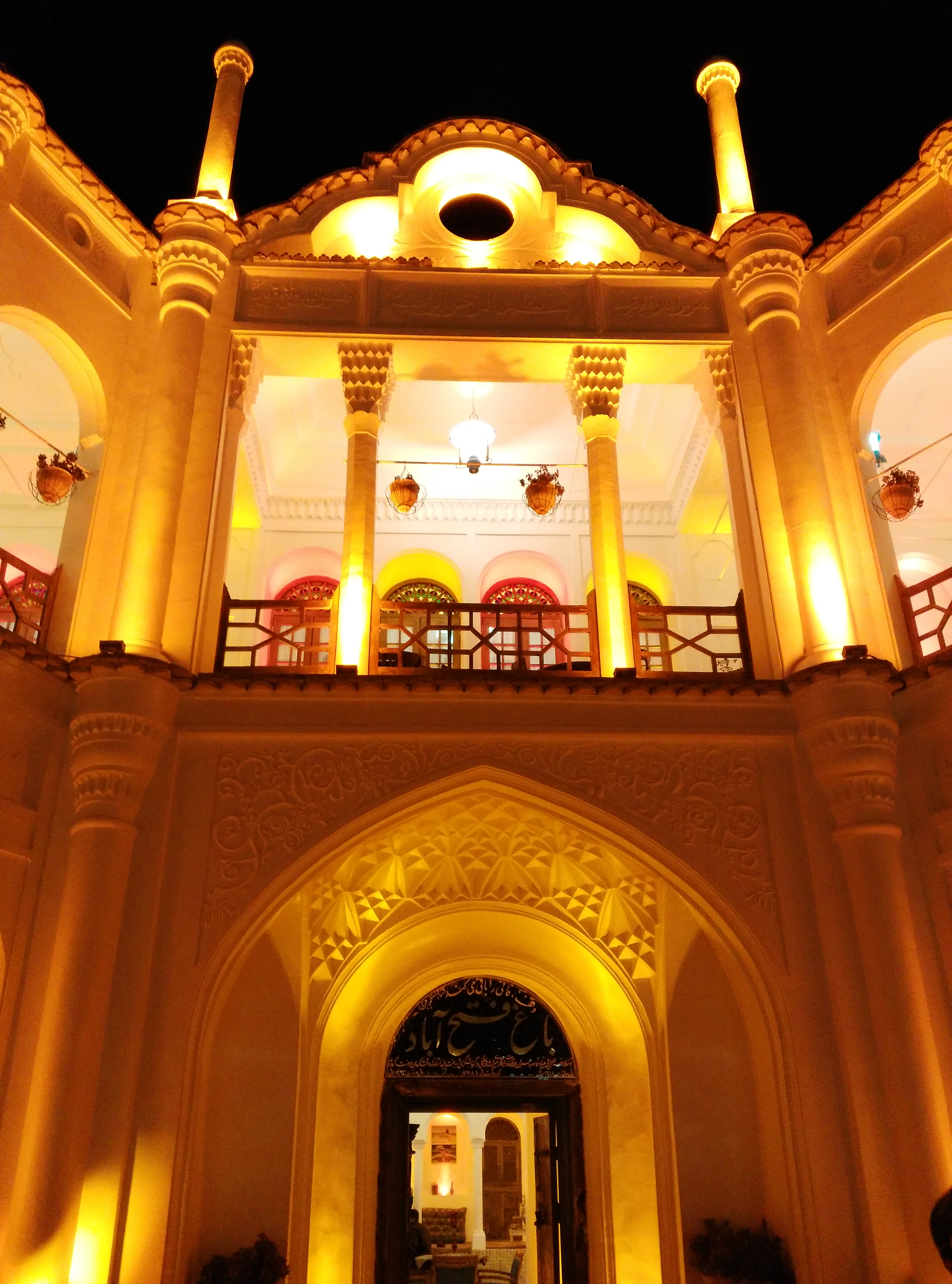
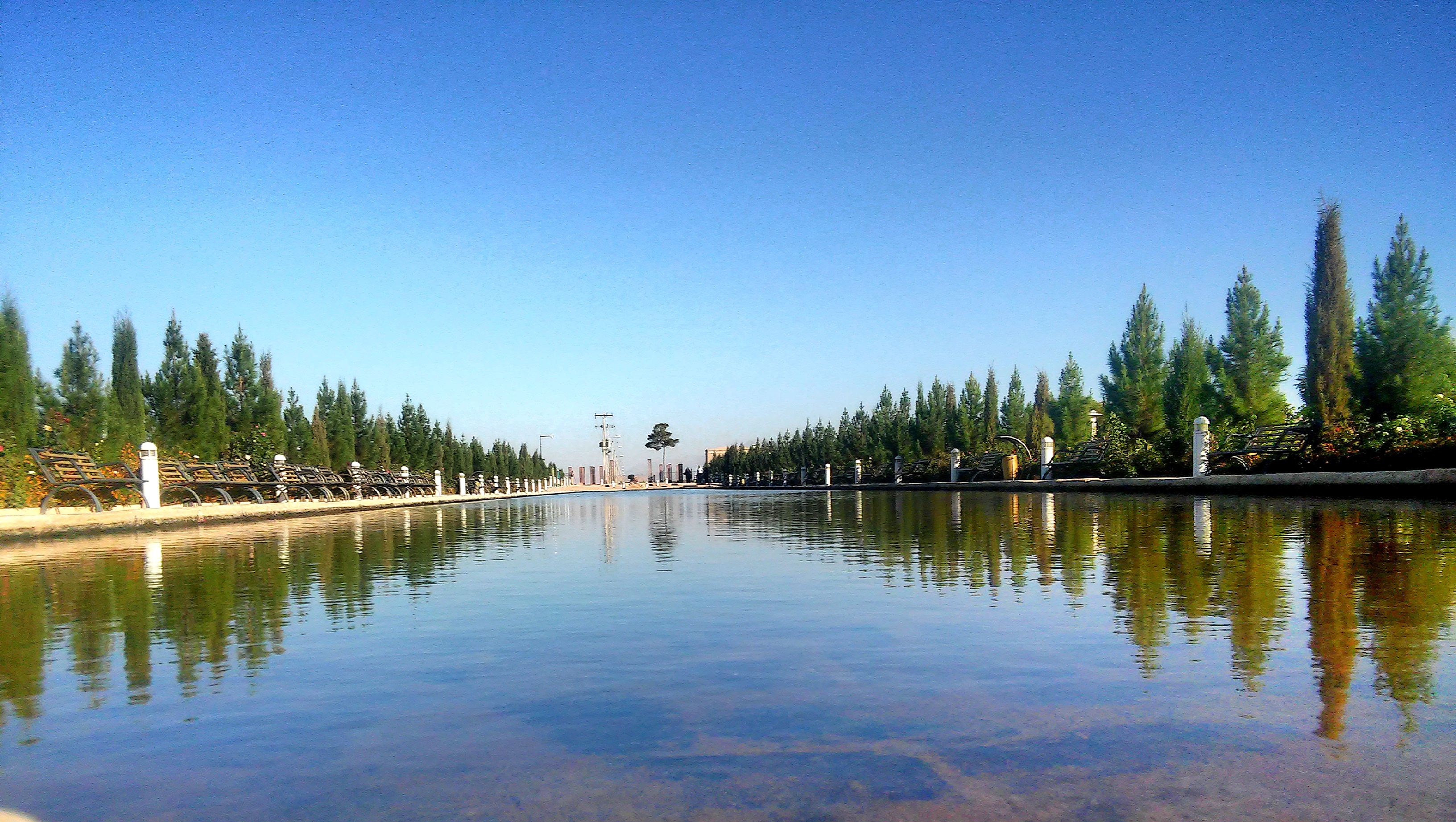
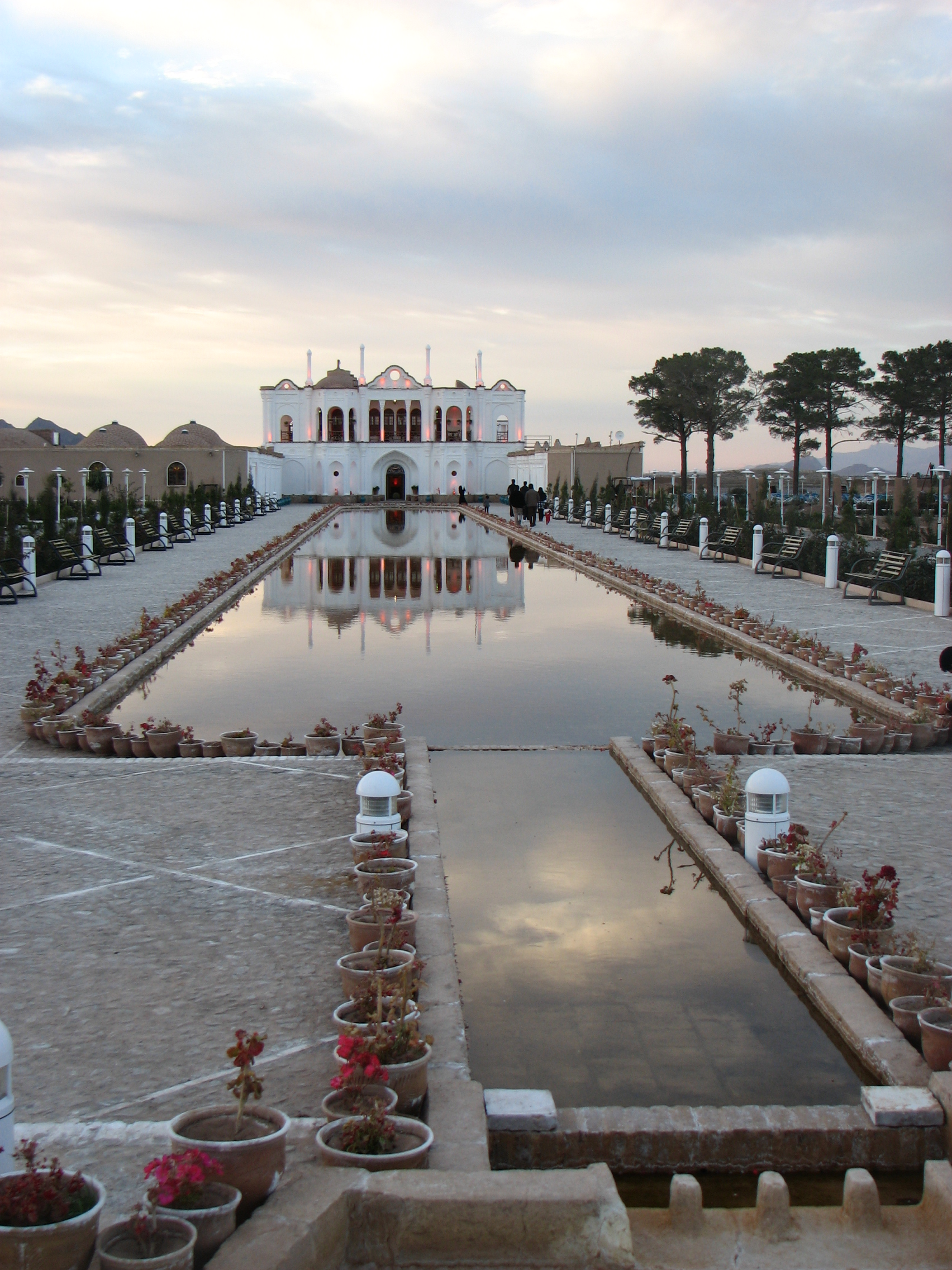
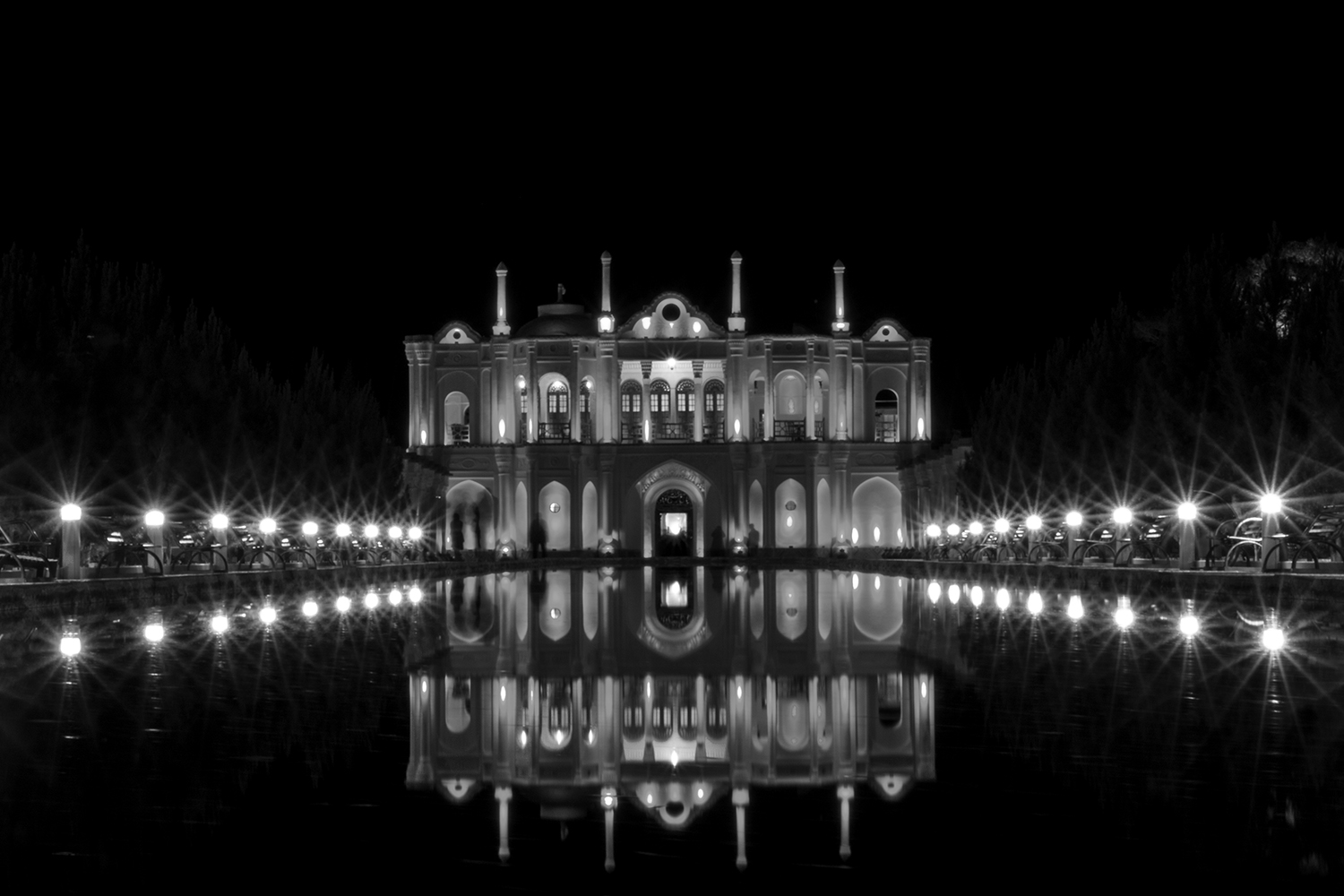
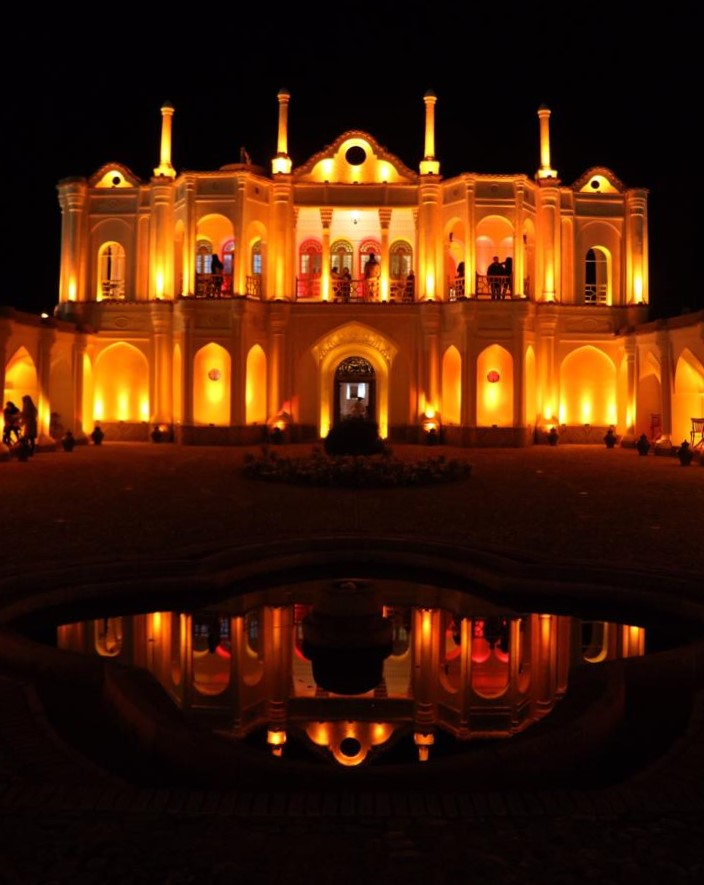